# 杏羽かれん
杏羽 かれん（きょうわ かれん、1997年9月15日 - ）は、日本のAV女優。Bstar所属。アイドルグループ「原宿☆バンビーナ候補生」メンバー。

## 略歴・人物
宮城県出身。趣味は映画鑑賞、旅行、特技はバレーボール。
2019年10月、バンビプロモーション及び系列事務所所属のAV女優によるアイドルグループ「原宿☆バンビーナ」の候補生で結成された「原宿☆バンビーナ候補生」のメンバー「かれん」（カーラーはパープル）として活動を開始。
2020年4月16日、公式ツイッターで配信特化メーカーFALENOのレーベル「FALENOstar」から専属女優「杏羽かれん」として5月にAVデビューすることを発表。
2020年10月、公式ツイッターからFALENOstarの専属を離れ、企画単体女優として活動していくことを報告。

## 作品
無印:単体作品、○:複数人数による共演作品、○出演者:2から3人の共演作品、●出演者:2から3人の共演を含めたオムニバス作品、□:オムニバス作品、□出演者:出演者が3人までのオムニバス作品

### アダルトビデオ
「FALENO star」専属時代
| 配信日       | 発売日    | タイトル                                                                                  | 備考 |
| ------------ | --------- | ----------------------------------------------------------------------------------------- | ---- |
| 2020/5/3     | 2020/6/11 | AV上京ストーリー 田舎娘の夢への一歩 杏羽かれんdebut!!                                     |      |
| 2020/6/14    | 2020/7/23 | 男子バレー部マネージャーの妹はスキありミニマム美少女 杏羽かれん                           |      |
| 2020/7/26    | 2020/8/27 | 低身長149cm現役アイドル密室オフ会巨漢ファン密着プレス3本番自粛ザーメン一撃顔射 杏羽かれん |      |
| 2020/8/9・23 | 2020/9/10 | 絶対領域で誘惑する逆NTR制服美少女 杏羽かれん                                              |      |
| 2020/9/4・18 | 2020/10/8 | おしっこ我慢限界から撮影スタート快感秒漏れFUCK 杏羽かれん                                 |      |

企画単体時代
- 素人女子大生ガチナンパ!うぶな美少女に生まれて初めての女性向け風俗体験してもらいました!3 禁止の本番までしちゃった素人娘&イケメン4組（10月23日、赤面女子）□
- 黒パンスト生徒カレンのフェッチな1日 杏羽カレン（11月6日、SUKESUKE）
- マジックミラー号ハードボイルド 街行く"未成年女子大生"が"リード付き固定バイブ"でマジックミラー号の内外を連れまわされイキまくり!人生初の合法露出SEXの快感に潮を吹きまくった10代素人娘は連続中出しも拒めない!（11月12日、サディスティックヴィレッジ）□
- 予備校に通う地味でマジメな女子○生をレイプしながら全身を媚薬漬けにしたら、こっちが引くほど痙攣・潮&泡吹き・失神しまくった!11（11月12日、サディスティックヴィレッジ）□
- カワイイ女子○生とエッチするために僕は教師になったんだ!7（11月12日、SWITCH）○
- 「教え子の童貞卒業させてもらえませんか?」教育実習の先生が、童貞生徒を優しく筆おろし 禁断の中出し性教育!!（11月13日、赤面女子）□
- 完ナマSTYLE@カレン #天然大量マ●毛お嬢様 #剛毛清楚JD #初生円光 #膣奥daisuki #完全生ハメ #大量中田氏（11月27日、FIRST STAR）

- 催眠円光 志恩まこ&杏羽かれん（1月7日、パコパコ団とゆかいな仲間たち/妄想族）○
- マジックミラー号ハードボイルド箱の中身は何だろな?肌の露出多めな未成年夏ガールが3回当てたら賞金10万円!のクイズにチャレンジ!!こっそり勃起したデカチンを握らされて恥じらいつつも大興奮!手コキついでにセックスまでしてしまうのか?（1月8日、サディスティックヴィレッジ）□
- パコ撮りNo.11 敏感お豆乳首のお育ち良さげなJ●は自ら広げて生チン要求し「奥まで入れて下さい」と懇願し2回中出された!（2月12日、FIRST STAR）
- 顔出し解禁!! マジックミラー便 一流企業で働くパンツスーツのピタパン尻OL編 タイトなパンツスーツに包まれたパッツパツのむっちり尻を揉みしだかれ恥じらいながらも濡れてしまったエリートおま○こにデカチン挿入!! in銀座&虎ノ門（2月19日、ディープス）□
- 「ヤバい!デカい!お願い、ちょっとだけでいいから舐めさせて!!」勃起したら最後、義姉に何度も頼み込まれ、パンツ越しデカチンもっこりフェラ!（3月7日、Hunter）□
- 親友対決!固定ディルド腰ふり競争1000回ふらなきゃ帰れまセン!!9（3月13日、はじめ企画）●
- 『早く外して…この格好恥ずかしいよ』幼馴染に自分ひとりでは絶対に外せない拘束技パラダイスロックをかけたら超エロい突き出し尻!我慢できず挿入!（3月19日、Hunter）□
- 一生懸命働くキレイな女性(看護師、教師、OL…)は自分がパンチラしている事に気づかないほど仕事に夢中。その無防備なパンチラが男の勃起を誘発!2（3月19日、Hunter）□
- 素人女子大生限定!狭いお風呂で密着混浴体験してもらえませんか!?火照る身体!おっぱいポロリ!ウブな女子は恥ずかし過ぎて赤面涙目!あちこち舐めてキレイにしたらそのまま生中出しSEXしちゃいました!（4月8日、アイエナジー）□
- オレの妻を寝取ったヤツの奥さんが可愛かったので仕返しに寝取ってやった! 杏羽かれん（4月19日、アクアモール/エマニエル）
- ガラス一枚隔てた目の前で犯される娘!助けることもできず自らも犯される母!（4月19日、Hunter）●
- 親が海外旅行中に田舎の従姉妹が上京してきて突然僕の家に泊めてくれとやってきた!!まだ子供だと思っていたらいつの間にかエロく成長していて、じっと見つめられるとソソられまくりで泊めないわけにはいかない!（4月22日、SOSORU×GARCON）□
- 制服美少女と大人の授業（5月1日、S-Cute）○
- 男はボク1人の学校の大掃除はパンチラ天国!見渡せば視界に広がる無数のパンチラに大興奮!去年まで女子校だった学校に編入したら男はボク1人!（5月7日、Hunter）○
- 全裸の女子○生寮（5月20日、ROCKET）○
- キス魔女子社員とベロキス社内ファック 経費節約のため、今年入った新卒女子社員歓迎会を社内で開いた!! 大人しくてソソる女の子だったから酔ったところにセクハラでもしてやろうかと飲ませていると…なんと酒癖の悪いキス魔女子だった! 絡みつくように男性社員にベロキス!（6月10日、SOSORU×GARCON）○
- 「あんなに激しいエッチしたのに昨日のこと覚えてないの…? 昨日みたいに中に出して!」朝起きると見覚えのない可愛い女子がボクのチ○ポをおねだり!（6月19日、Hunter）□
- マニアック ラブ 肉人形/母と息子/浮気妻/作家/おもちゃ/性欲過多（7月1日、FAプロ）□
- 全裸聖水飲ませ 2（11月9日、犬/妄想族）

- 会員制 人妻玄関ピンサロ ワタシのお口で気持ちよくしてあげる 7（1月18日、アクアモール/エマニエル）
- 素人トーキョー No.01 円光女子校生に生ハメ中出し!（3月22日、素人トーキョーH.S./妄想族）
- 「こんなところでゴメンなさい…。でも、もう我慢出来なかったの…」トイレが故障で使えず膀胱限界の放尿婦人 36人（6月21日、アクアモール/エマニエル）

配信専用・先行型
- 今どき美少女の映え重視いきなりSEX!!怒涛の5発射オール膣内中出し!!まんぷくマ○コで映え映え精子!?動揺したのは最初だけ!!映え優先の屋外FUCK連続でイキまくり写真撮影しまくりイキまくり5連続中出し!!（10月23日、プレステージ）
- 【初撮り】【敏感受付嬢】【スレンダー美脚】普段は会社の顔として働く受付嬢の、かれんさん。男性が苦手な彼女だが、パンツにはびっくりするほどに染みが広がっていて… ネットでAV応募→AV体験撮影 1379（10月28日、シロウトTV）
- 肉食天使が舞い降りた!?愛よりSEXのカラダ相性至上主義のばちくそ美少女!!恋にSEXに正直デートでお互いの性癖さらけ出す!!情熱プリケツ痙攣シックスナインで昂めて昂めて生チン最終確認で膣奥たっぷり射精からのお掃除SEX!?/拝啓、美人店員さま/六通目（11月27日、プレステージ）
- マジ軟派、初撮。 1564 自転車のサドルを盗まれて困っ(た風を装っ)ていると声をかけてくれた女子大生を確保!彼女の優しさに付け込んで迫っていくと、徐々に体を許してしまい…（12月6日、ナンパTV）
- ラグジュTV 1336 オナニーの頻度は毎日2回!?出会いの少ない看護師という仕事の性か…解消しきれない性欲を晴らさんとばかりに乱れる姿に注目!（12月7日、ラグジュTV）

- 剛毛制服娘のハレンチな性交／Karen（2月26日、S-Cute）
- ～喉奥姦通～ 杏羽かれん（2月5日、さんじのおかず）
- #ハメられたガール かれん（3月9日、Girl’s Blue）
- あん（3月12日、れいわしろうと）
- 競泳水着でフェラチオ／Karen（4月7日、S-Cute）

### アダルトVR
- 寂しがり屋で独占欲が強い教え子の彼女が、僕の事が好き過ぎて毎日セックスで犯してくる超絶ヤリマンビッチだった。。。（2020年10月19日、unfinished VR）

- 大金が手に入ったのでパパ活バー【会員制】 でパパ活女子(2人)を金に物を言わせて大人買いVR!! 現金で目の色が変わる!エロのハードルがゆるくなる!瞬間を高画質で楽しめる大富豪体験!!（2月10日、WANZ VR）○

### イメージDVD
- Karen こっちを向いてよお兄ちゃん♪（2020年6月18日、REbecca）

## 出演

### テレビ
- 今日のあまつか #60,#61,#65（2020年7月19日,8月16日,12月16日、エンタ!959）